# Цілина (заказник)
Цілина — ботанічний заказник місцевого значення. Об'єкт розташований на території Долинського району Кіровоградської області, поблизу с. Іванівка.
Площа — 7,9 га, статус отриманий у 2000 році.